# سانت بی د یبرگات
سانت بی د یبرگات (به اسپانیایی: Sant Boi de Llobregat) یک شهرستان در اسپانیا است که در بارسلون واقع شده‌است.

## خصوصیات
سانت بی د یبرگات ۲۱٫۹۴ کیلومترمربع مساحت و ۸۰٬۷۳۸ نفر جمعیت دارد.